# Договір про дружбу, співпрацю і взаємну допомогу між НДР і ЧССР
Німецької Демократичної Республіки — Чехословацької Соціалістичної Республіки договір 1967 — договір про дружбу, співпрацю і взаємну допомогу між Німецькою Демократичною Республікою і ЧССР підписаний підписаний 17 березня 1967 року в Празі. Укладено на 20 років. 
НДР і ЧССР відповідно до принципів соціалістичного інтернаціоналізму, на основі рівноправності, поваги суверенітету і невтручання у внутрішні справи один одного виявили наміри поглиблювати дружбу і розвивати співпрацю у всіх областях, включаючи економічні та науково-технічні зв'язки, координацію народногосподарських планів, кооперацію в галузі наукових досліджень і виробництва, відносини в галузі культури, науки та інше. Обидві сторони відповідно до Статуту ООН виявили волю сприяти забезпеченню миру та безпеки, послідовно проводити політику мирного співіснування. 
Сторони констатували, що Мюнхенська угода від 29 вересня 1938 року була недійсною з самого початку з усіма витікаючими звідси наслідками. 
Сторони домовилися розглядати Західний Берлін як особливу політичну одиницю. Вони відзначили, що досягнення мирного врегулювання німецького питання на основі визнання існування двох суверенних німецьких держав і нормалізація відносин між ними відповідають потребам європейської безпеки. 
НДР і ЧССР зобов'язалися ефективно захищати відповідно до Варшавського договору 1955 року недоторканність кордонів обох країн і приймати всі необхідні заходи для того, щоб перешкодити агресії сил західно-німецького мілітаризму і реваншизму. У разі збройного нападу на одну зі сторін з боку будь-якої держави або групи держав інша сторона зобов'язувалась надати їй негайну військову та іншу допомогу. 